# 富山県道148号上市水橋線
富山県道148号上市水橋線（とやまけんどう148ごう かみいちみずはしせん）は、富山県中新川郡上市町から同県富山市に至る一般県道である。

## 概要

### 路線データ
- 起点：富山県中新川郡上市町荒田（富山県道61号滑川上市線・富山県道155号山本北中町線交点）
- 終点：富山県富山市水橋舘町（富山県道15号立山水橋線・富山県道160号水橋停車場線交点）

## 沿革
- 1960年（昭和35年）4月23日 - 認定[1]

## 通過する自治体
- 富山県
  - 中新川郡上市町 - 富山市

## 接続する道路
- 富山県道61号滑川上市線・富山県道155号山本北中町線（起点：上市町荒田）
- 富山県道46号上市北馬場線（上市町中江上地内で重複）
- 北陸自動車道 上市スマートインターチェンジ（上市町中江上）
- 国道8号（滑川富山バイパス）（上砂子坂交差点）
- 富山県道151号辻滑川線（五郎丸交差点）
- 富山県道135号富山滑川魚津線（桜木交差点）
- 富山県道15号立山水橋線・富山県道160号水橋停車場線（終点：水橋舘町交差点）

## 周辺
- 富山地方鉄道本線
  - 上市駅
  - 新宮川駅
- 富山市消防局 水橋消防署
- 上市町立宮川小学校
- 富山市立水橋中学校
- 富山市立水橋東部小学校
- 富山市立水橋中部小学校
- 富山市立水橋西部小学校
- 富士化学工業 郷柿沢工場
- リッチェル 本社・水橋工場
- 三晶技研 上市工場
- ミューズ水橋ショッピングセンター